# DS0
Digital Signal 0 (DS0 или DS-0) — основной североамериканский цифровой сигнальный стандарт (64 Кбит/сек), соответствующий ёмкости одного канала с частотой, достаточной для передачи человеческого голоса (см. VF). Частота DS0 и её эквиваленты E0, J0 — основные для цифровой мультиплексной иерархии передачи в телекоммуникационных системах, использующихся в Европе, Северной Америке и Японии, а также во всем мире в плезиохронных системах, таких как более ранняя T1 и современных синхронных SDH/SONET.
Стандарт DS0 был введен для передачи одного оцифрованного телефонного звонка. Для одного типичного телефонного звонка звук оцифровывается с частотой дискретизации 8 кГц и использованием 8 бит импульсно-кодовой модуляции, в результате поток данных составляет 64 кбит/сек.
Из-за фундаментальной роли для передачи одного телефонного звонка стандарт DS0 используется как основной в иерархии цифровой мультиплексной передачи в телекоммуникационных системах, используемых в Северной Америке.
С целью уменьшения количества проводов между двумя связанными друг с другом узлами используется мультиплексирование нескольких DS0 в линии с большей пропускной способностью. Линии, в которых мультиплексированы 24 сигнала DS0, получили название DS1, линии с 28 сигналами DS1 — DS3. Переданные по медным проводам DS1 и DS3 соответствуют стандартам T1 и T3 соответственно.
Помимо использования DS0 для голосовой связи, стандарт может поддерживать 20 каналов на 2,4 кбит/сек, 10 каналов на 4,8 кбит/сек, 5 каналов на 9,67 кбит/сек, один канал на 56 кбит/сек или один канал для передачи данных на 64 кбит/сек.
E0, стандартизированный как ITU G.703, - это европейский эквивалент североамериканского DS0 для передачи одного телефонного звонка.